# Domingo Sánchez-Mesa Martínez
Domingo Sánchez-Mesa Martínez (Granada, 8 de septiembre de 1967) es un investigadory profesor  granadino, catedrático en Teoría de la Literatura y Literatura Comparada en la Universidad de Granada.

## Biografía
Domingo Sánchez-Mesa Martínez nace el 8 de septiembre de 1967 en la ciudad de Granada (Andalucía, España). Crece en un ambiente impregnado por el arte. Su padre (Domingo Sánchez-Mesa Martín, 1937-2013) fue historiador del arteexperto en arte barroco y contemporáneo. Su madre (María José Martínez Justicia, 1942-) filóloga y experta en historia de la restauración. Su abuelo, Domingo Sánchez Mesa (1903-1989) fue un conocido escultor imaginero
Dichas influencias se sumaron a su formación en la Facultad de Filosofía y Letras donde cursó estudios de Filología Hispánica e Historia del Arte (1985-90). Continua su formación de posgrado con los cursos de Doctorado en Teoría de la Literatura y de las Artes del Departamento de Lingüística General y Teoría de la Literatura entre 1991 y 1992, obteniendo una beca de investigación predoctoral en 1991. Entre 1990 y 1991 pertenece a la primera generación de estudiantes Erasmus, trasladándose durante seis meses a Utrecht (Holanda). Durante su estancia fuera de Granada trabajó en una tesina sobre la obra del filósofo y teórico de la literatura rusa Mijaíl Bajtín que luego se convertiría en el tema de su tesis doctoral.  Defiende su tesis doctoral en 1995 sobre el pensamiento y la recepción de la obra del filósofo y teórico de la literatua ruso Mijaíl Bajtín, dirigida por el prof.  Antonio Sánchez Trigueros, catedrático en Teoría de la literatura (Suerte y riesgos de la crítica dialógica: el gran tiempo de Mijaíl Bajtín. Con una beca postdoctoral entre 1995 y 1997, realiza una estancia de investigación en la KU Leuven (Universidad Católica de Lovaina, Bélgica) con el profesor Jose Lambert, una de las cabezas de la escuela de Teoría de los Polisistemas y de los estudios de Traducción. 
En torno a 1995 y 1996 comenzó su labor docente en la Facultad de Filosofía y Letras de la Universidad de Granada como profesor en cursos de introducción a la Literatura Comparada, cubriendo campos de literatura y cine. Durante este periodo de su vida, concretamente entre 1994 y 2000 forma parte de proyectos internacionales europeos que pretendían instaurar el E-learning o enseñanza a distancia a través de videoconferencias y el uso de internet en estudios humanísticos. Entre estos proyectos destacan el llamado Humanities y Transcult. Esto convirtió a los participantes de dichos proyectos, organizados por el grupo Coímbra, en los primeros en realizar conferencias en el campus de Cartuja de la Universidad de Granada.
Obtiene su plaza de profesor titular de la Universidad en diciembre de 1999 en el Departamento de Lingüística General y Teoría Literaria, área de Teoría de Literatura y Literatura Comparada continuando con su docencia en la licenciatura de segundo grado de dicha área. En 2001 es nombrado director de los cursos de lengua y cultura para extranjeros de la Universidad Internacional Menéndez Pelayo (UIMP) en Santander. Este puesto que cubrió en los veranos de 2001 a 2006 le permitió establecer y mantener contacto con algunas de las personalidades más importantes de la literatura y el arte.
En 2004 se le concede un puesto de profesor titular mediante una comisión de servicios en la Universidad Carlos III de Madrid donde imparte docencia en la Facultad de Humanidades, Comunicación y Documentación. Y no es hasta 2009 que vuelve a Granada, tras haber ganado la cátedra por habilitación en 2007, convirtiéndose con 39 años en uno de los catedráticos en estudios literarios más jóvenes de España. En 2010 accede a la plaza en Granada y es en este momento en el que le nombran primer coordinador del grado en Comunicación Audiovisual en la Universidad de Granada, puesto que desempeña de 2010 a 2015. Más tarde se convirtió en coordinador del Máster en Nuevos Medios Interactivos y Periodismo Multimedia, desde 2015 a 2022.

## Aportaciones en sus campos de estudio

### El pensamiento literario y la teoría de la novela y la cultura delsigloXX
Acerca de la teoría e historia del pensamiento literario en España, de la novela y la cultura del siglo XX, y teoría de la literatura con especial atención a los aspectos literarios del hecho literario se le reconocen más de treinta y cinco tesis. Cuenta con publicaciones en revistas como Ínsula, Revista de Literatura, Signa, Cuadernos Hispanoamericanos, Cuadernos Interdisciplinarios de Estudios Literarios, La Página, Sociocriticism, Tropelías, Studi Ispanici, Prosopopeya, Quimera, Káñina, Revue Romane y Turia, entre otras. Y en libros de gran prestigio en su campo como: Literatura y saber (1987), La teoría y crítica literaria de Gabriel Celaya (1989), De una poética fieramente humana (1997), Ideologías literaturológicas y significación (1998), La aguja del navegante (Crítica y literatura del Sur) (2002), Aviso para navegantes (Crítica literaria y cultural) (2004), Para una historia del pensamiento literario en España (2004), entre otras.

### El comparatismo entre las artes y teorías de la intermedialidad: relaciones palabra-imagen, literatura/artes plásticas y literatura/cine
En términos de comparatismo entre artes y disciplinas como literatura cine, podemos encontrar obras como Transmedialización y Crowdsourcing. Los placeres de la intermedialidad y la relación en los relatos de la cultura digital, obra que realiza en colaboración con Jordi Alberich Pascual, obra que habla acerca de los estudios transmedia en España y las narrativas transmedia.
De la misma forma también posee sus pinceladas en comparatismo y teorías entre las relaciones entre medios en videojuegos, lo vemos en su artículo Videojuegos. Consideración sobre las fronteras de la narrativa digital,  en el que habló en su paso por la Universidad Carlos III de Madrid acerca de este medio, las posibilidades en narratividad y transmedialidad y las polémicas por la especificidad de este medio.
Encontramos diversas aportaciones sobre medios comparados en el proyecto FIC-TRANS, para el cual ha realizado diversas aportaciones en las que destacamos Narrativas transmediales: teoría, historicidad, de los medios comparados y close reading. en el cual se plantea la visión de cinco expertos sobre perspectivas transmediales y sus diversas teorías.

### La obra literaria y crítica de Francisco Ayala
Ha participado en el análisis teórico y literario de autores como Francisco Ayala, a través de publicaciones, como el capítulo ‘’Ayala en Puerto Rico, Puerto Rico en Ayala’’ o el artículo ‘’El libro del buen amor y la tradición popular de la risa’’.

### La poesía española en el cambio de siglo
También, ha escrito acerca de la poesía española del cambio de siglo (XX-XXI), en libros como ‘’Cambio de siglo. La nueva poesía española’’ (2007), tema sobre el que ha realizado varias charlas y conferencias. Sobre este tema, participa en 2007 en el Curso INTERCAP “Imágenes de la inmigración en la España del cambio de siglo (XX-XXI)” de la Universidad Carlos III de Madrid.

### Literatura digital y cibercultura
Sobre literatura y cibercultura, Domingo ha tenido una extensa trayectoria tratando el tema, sobre las que destaca las obra; Literatura y cibercultura, que publica en 2004 y supone su primera toma de contacto con las relaciones entre literatura y cibercultura. 
Destacan también los capítulos que aportó en las obras Humanismo y cibercultura. Teoría del humanismo, obra de P. Aullón de Haro y en Espacios mediáticos en la era de la velocidad. La cibercultura, en colaboración con A. Sánchez Trigueros, M. A. Sánchez Montes y M.A. Grande Rosales en el 2000.
Sobre cuestiones de cibercultura también ha participado en diversas ponencias y conferencias. Destacando Los límites de lo literario en la cibercultura en la Universidad Carlos III. 
Destaca por otra parte sus ponencias en Espacios mediáticos en la era de la velocidad: la cibercultura y Las fronteras del arte ante la cibercultura, en el IX Congreso Internacional de la Asociación Española de semiótica.

### Representación de las imágenes de la inmigración en la literatura y el cine españoles
De su aportación sobre representación de inmigración destacan por una parte su aportación en el libro Nadie sabe lo que piensa un fugitivo, en prensa para M. Torreino y destaca de la misma forma La imagen del inmigrante en la España actual, aportación para la Universidad de Granada en el Festival de Cines del Sur.
Y por otra parte destacamos las conferencias en las que ha participado hablando sobre el tema, tomando relevancia; Nuevas representaciones del otro: la inmigración en la producción literaria y cinematográfica española actual, en 2004 para el curso de “Didáctica en español como segunda para inmigrantes”, Imágenes de la inmigración en la literatura y el cine contemporáneos, conferencia para Universidad Carlos III de Madrid y por supuesto su aportación en el Curso INTERCAP, Imágenes de la inmigración en la España del cambio de siglo (XX-XXI).

## Narrativa Transmedia

### Proyecto de Narrativa Transmedia: Nar-Trans, Nar-Trans 2 y FicTrans
El proyecto FicTrans tiene como objetivo el estudio de la ficción y no ficción y los límites entre ambas, teniendo en cuenta el entorno mediático actual, que será desarrollado entre los años 2022 y 2025. Es el resultado de la unión interdisciplinar de investigadores de Comunicación Audiovisual, Teoría de la Literatura, Literatura Comparada, Periodismo, Estudios Culturales y Nuevos Medios. Está afincada en las facultades de Filosofía y Letras y Comunicación de Comunicación y Documentación de la Universidad de Granada.
Algunas de sus aspiraciones se enmarcan en la alfabetización mediática, la inclusión social y la promoción del transmedia.
Se trata de la tercera fase de un proyecto que lleva en pie desde 2014. Es un Proyecto de Generación del Conocimiento en el marco del Programa Estatal para impulsar la Investigación Científico-Técnica y su Transferencia, del Plan Estatal de Investigación Científica, Técnica y de Innovación 2021-2023, Ministerio de Ciencia e Innovación, Gobierno de España. Está dirigido por Jordi Alberich Pascual y Domingo Sánchez-Mesa Martínez.

##### Primera y Segunda Fase.Nar-Trans y Nar-Trans 2[11]
La primera fase de este proyecto recibe el nombre de ‘Narrativas Transmediales: nuevos modos de ficción audiovisual, comunicación informativa y performance en la era digital’. Esta sección de investigación sobre narrativas transmedia se extendió entre 2014 y 2017. El Investigador Principal (IP) en esta época era Domingo Sánchez-Mesa Martínez. 
Por otro lado, la segunda parte fue acogida bajo la denominación de ‘Transmedialización y crowdsourcing en las narrativas de ficción y no ficción audiovisuales, periodísticas, dramáticas y literaria’, entre 2018 y 2020. Sus directores fueron Domingo Sánchez-Mesa Martínez y Jordi Alberich Pascual.
Estos proyectos de I+D estaban acogidos por el Plan Estatal de Fomento de la Investigación Científica del Ministerio de Economía, Industria y Competitividad.
| FECHA                                         | NOMBRE DE LA ACTIVIDAD | CARACTERÍSTICAS |
| 26, 27, 28 de marzo de 2014                   | I Seminario Internacional. Transmedia Storytelling: Intermediality & Adaptation in Digital Cultures.                                                                     | Presentación de propuestas y proyectos sobre semiótica, narrativas transmedia, new media, creación de universos transmediales, artes digitales, etc. Conferencias de Espen Aarseth, Jan Baetens y Robert Pratten.  |
| 28, 29, 30 de abril de 2015                   | II NarTrans International Seminar. Transmedial Narratives: New Ways to create Fictional Worlds.                                                                          | Intermedialidad y adaptación de narrativas transmedia, videojuegos y transmedialidad, prácticas literarias relacionadas con el transmedia, etc.                                                                    |
| 28, 29, 30 de abril de 2015                   | I Premio Universitario CEI-BioTic / NarTrans de Narrativas Transmedia | Premio para un diseño de producción transmedia o para la creación de un guion transmedia. |
| 5, 6, 7, 8 de abril de 2016                   | Congreso Internacional. Narrativas Transmediales: Comunicación, Cultura, Educación y Activismo Social.                                                                   | Transmedia literacy, artes y humanidades digitales, activismo social y narrativas transmediales, transmedia y Big Data, documental transmedia (webdoc), etc. Contó con un amplio panel de más de 20 participantes. |
| 5 de noviembre de 2017                        | II Premio Universitario NarTrans de Narrativas Transmedia | Concurso dirigido a estudiantes de grado y posgrado de universidades españolas. |
| Del 27 de noviembre al 4 de diciembre de 2017 | II Congreso Internacional. Narrativas Transmediales: Los Monstruos de Frontera entre la ficción y la no ficción.                                                         | Curso con finalidad educativa en torno a la teoría de las Narrativas Transmediales. |
| 15 de mayo de 2018                            | Seminario de investigación Nar-Trans: La experiencia de usuario en la escritura y producción de narrativas transmediales. Desde El Ministerio del Tiempo a Si fueras tú. | Seminario abierto que cuenta con la intervención del productor transmedia y guionista Pablo Lara. |
| 2 de junio de 2020                            | Seminario de Trabajo del Proyecto Nar-Trans 2. | Dramaturgias transmediales, tecnologías interactivas, periodismo transmedia, relatos digitales, etc. |
| Del 10 de noviembre al 3 de diciembre de 2020 | Curso: Series de televisión en tiempos de pandemia. | Cultura de las series, figura del showrunner, nuevas formas de producir, etc. |
| 16, 17, 18 de junio de 2021                   | Seminario Internacional. Transmedialización y crowdsourcing en la cultura mediática contemporánea.                                                                       | Hibridación de la comunicación mediática en lo interactivo y multimedia. Amplitud de eventos y colaboradores. |
| 1 de diciembre de 2012                        | Proyección de la película ‘Cuidando al sol’ | Proyección y coloquio de Rafael Linares, director de la película. |
| 13 y 14 de abril de 2023                      | I Workshop FicTrans Universidad-Empresas | Ficción y no ficción en la cultura mediática contemporánea. |

### Migrimage
Migrimage surge como un proyecto de posgrado en el que plasmar la realidad de refugiados e inmigrantes con fines de concienciación social y combate contra los discursos de odio. Busca la mejora y la concienciación sobre la información mediática sobre la inmigración. Es un proyecto financiado por Erasmus+ KA2, con una duración de octubre de 2020 y septiembre de 2022, en el que participan la Universidad de Salento, la Universidad de Granada, la Universidad del Mar Egeo y las ONGs de ASAD, ARCI Lecce Societá Cooperativa Sociale y Lesvos Solidarity. El proyecto es coordinado por Domingo Sánchez-Mesa Martínez.
Este proyecto reúne las disciplinas de los estudios de frontera y la comunicación, abarcando el entorno del transmedia. Cuenta con una amplia cantidad de contenido diseminado en distintas plataformas como el curso online de ‘Mediterranean Borders Under a Comparative Perspective’ y un webdoc interactivo llamado ‘Escape Europe: A Web Doc Game on The Southern Border.’  Además, se difunde por las redes sociales de Twitter, Instagram y Facebook.

### CINATIC
Domingo Sánchez-Mesa Martínez es parte del equipo de investigación del proyecto CINATIC dirigido por Francisco Javier Gómez Pérez y Jordi Alberich Pascual. Plantea el estudio del hipersector audiovisual desde sus debilidades, necesidades y oportunidades a través de la participación de miembros de la comunidad universitaria y colaboradores externos.

### Proyecto Transmedia con el Patronato de la Alhambra[38]
Esta investigación recibe el nombre de ‘Comunicación y Difusión del patrimonio cultural a través de los nuevos medios digitales: el conjunto monumental de la Alhambra’ y ha sido puesta en marcha junto al Patronato de la Alhambra y el Generalife en 2015. Consistió en un diseño transdisciplinar y colaborativo con el que servir de impulso al patronato y consolidar su imagen de marca.

## Docencia y estancia en otros países

### Docencia
| AÑO   | DOCENCIA | ASIGNATURAS | FACULTAD                                                          |
| 2010- | Grado de Comunicación Audiovisual | - Adaptaciones: Transmedialidad y Convergencia de Medios - El Cine Español y sus Imaginarios Socioculturales | Facultad de Comunicación y Documentación (Universidad de Granada) |
| 1995- | Grado en Literaturas Comparadas | - Literaturas Comparadas II | Facultad de Filosofía y Letras (Universidad de Granada)           |
| -     | Máster Universitario en Profesorado de Enseñanza Secundaria Obligatoria y Bachillerato, Formación Profesional y Enseñanza de Idiomas (Lengua y Literatura, Latín y Griego) Doble Tit: Maes+Teatrales | - Módulo de Libre Disposición - Teoría de la Literatura y de las Artes | Facultad de Filosofía y Letras (Universidad de Granada)           |
| -     | Máster Universitario en Nuevos Medios Interactivos y Periodismo Multimedia | - Módulo 2: Habilidades Avanzadas en Comunicación Multimedia e Interactiva - Escritura de Guiones y Nuevas Formas de Relato en Entornos Multimedia/Transmedia                                                                                          | -                                                                 |
| -     | Máster Universitario en Profesorado de Enseñanza Secundaria Obligatoria y Bachillerato, Formación Profesional y Enseñanza de Idiomas                                                                 | - Módulo de Libre Disposición - Teoría de la Literatura y de las Artes | -                                                                 |
| -     | Programa de Doctorado en Ciencias Sociales | - Periodo de Investigación - Comunicación Audiovisual y Periodismo | -                                                                 |
| -     | Máster Universitario en Estudios Literarios y Teatrales | - Itinerario 1 - Módulo Optativo Específico en Estudios Literarios - Teoría de la Literatura y de las Artes - Módulo Obligatorio: Fundamentos de la Investigación Literaria y Teatral - Bases Teóricas de los Estudios Interartísticos e Intermediales | -                                                                 |

### Estancias
Durante sus estancias ha trabajado con personas como Iris Zavala, José Lambert o Lauro Zavala.
| AÑO         | PAÍS           | UNIVERSIDAD/ CENTRO | MOTIVO |
| 1991        | Holanda        | Universidad de Utrecht | Beca Erasmus - Dpto. de Lenguas y Culturas Romances (Profesora Tutora: Dra. Iris Zavala) |
| 1993        | México         | Centro de Estudios Literarios y Lingüísticos (CELL)                                                                           | Estancia en el extranjero del programa de becas de doctorado de la Junta de Andalucía (Invitación de la Dra. Yvette Jiménez de Báez)                                                                                     |
| 1995 - 1996 | Bélgica        | CETRA (Leuven Research Centre for Translation, Communication and Cultures)                                                    | Beca postdoctoral del Plan Propio de la Universidad de Granada (Invitación del Dr. José Lambert) |
| 1997        | México         | Departamento de Educación y Comunicación, Área de Comunicación, Lenguajes y Cultura, Universidad Autónoma Metropolitana (UAM) | Estancia en el extranjero dentro del programa de movilidad del profesorado de la Universidad de Granada (Invitación del Dr. Lauro Zavala)                                                                                |
| 1997        | Italia         | IX CETRA Research Seminar (Leuven Research Centre for Translation, Communication and Cultures, Leuven University)             | Investigador invitado por el Dr. José Lambert |
| 2001        | Estados Unidos | Department of English, Graduate Center (CUNY, New York)                                                                       | Programa de movilidad del profesorado de la Universidad de Granada. Invitación del Dr. Peter Hitchcock. Participación en el seminario de posgrado ENGL 76200 “Transnationalism, Postcolonialism and/as World Literature” |
| 2012        | Estados Unidos | University of Massachusetts Amherst                                                                                           | - |
| 2016        | Estados Unidos | Barnard College | - |

### Conferencias
| Año             | País                | Universidad/ Centro                                                    | Congreso | Ponencia |
| Granada, España | Granada, España     | Universidad de Granada                                                 | III Simposio Internacional de la Asociación Andaluza de Semiótica | Algunos conceptos bajtinianos aplicados al Quijote                                                                  |
| 1991            | Granada, España     | Universidad de Granada                                                 | Simposio Internacional Francisco Ayala, teórico y crítico literario | La carnavalización en la crítica y en la narrativa de Francisco Ayala                                               |
| 1993            | Almería, España     | Universidad de Almería                                                 | V Simposio Internacional de la Asociación Andaluza de Semiótica | Revisión de la dialogía bajtiniana: un concepto en tránsito                                                         |
| 1994            | Granada, España     | Universidad de Granada                                                 | Sesiones académicas en honor de Francisco Ayala | La narrativa de Francisco Ayala: una guía de perplejos                                                              |
| 1995            | Granada, España     | Universidad de Granada                                                 | Reunión Internacional in memoriam Iuri Lotman | Batjín ante la semiótica de la cultura                                                                              |
| 1996            | Cocoyoc, México     | -                                                                      | Sexto Encuentro Internacional “Mijaíl Bajtín” | La crítica bajtiniana en español                                                                                    |
| 1996            | Zaragoza, España    | Universidad de Zaragoza                                                | Mitos. VII Congreso Internacional de la Asociación Española de Semiótica | Mijaíl Bajtín fumando libros: claves de un mito contemporáneo                                                       |
| 1997            | Málaga, España      | Universidad de Málaga                                                  | II Jornadas Internacionales de Traducción e Interpretación | La traducción en la enseñanza a distancia a través de nuevas tecnologías                                            |
| 1997            | Guadalajara, México | -                                                                      | Bridging Nature and Culture. VIth International Conference of the IASS | Nuevos patrones comunicativos en la sociedad virtual: la enseñanza a distancia como espacio semiótico transcultural |
| 1997            | Calgary, Canadá     | Universidad de Calgary                                                 | Huitième Colloque International sur Mikhail Bakhtine | Bakhtin in the Net. Dialogism and Hypertextuality                                                                   |
| 1998            | Granada, España     | Universidad de Granada                                                 | IX Congreso Internacional de la Asociación Española de Semiótica | Espacios mediáticos en la era de la velocidad: la cibercultura                                                      |
| 1998            | Groningen, Holanda  | Universidad de Groningen                                               | Bakhtin and Narrative Representation. Contemporary European Perspectives | Otherness in Virtual Society? Some Bakhtinian Insights for a Dialogical Mode of Communication                       |
| 1999            | Granada, España     | -                                                                      | Francisco Ayala, escritor universal | Francisco Ayala y la literatura europea contemporánea                                                               |
| 2000            | Málaga, España      | Centro Cultural de la Generación del 27 y Centro Andaluz de las Letras | Balance de revistas | Balance de revistas. Algunas reflexiones sobre los raíles del tren de la poesía                                     |
| 2000            | Valencia, España    | Universidad de Valencia                                                | IX Congreso Internacional de la Asociación Española de Semiótica | Las fronteras del arte ante la cibercultura                                                                         |
| 2000            | Bergen, Noruega     | Universidad de Bergen                                                  | VII Congreso de la ISSEI (International Society for the Study of European Ideas) | Literary Education in a Media Centered Age                                                                          |
| 2001            | Zaragoza, España    | Universidad de Zaragoza                                                | 3er. Simposio de ASETEL , Teoría de la Literatura y las Nuevas Tecnologías | Enseñanza de la Teoría de la Literatura y Nuevas Tecnologías                                                        |
| 2002            | Granada, España     | -                                                                      | VII EDEN Annual Conference | The Watchers of Metamorphosis. Mapping the ODL landscape in the Humanities                                          |
| 2003            | Salamanca, España   | Universidad de Salamanca                                               | Coloquio Internacional Mijaíl Bajtín, un pensador occidental en la encrucijada de la hermenéutica y las ciencias humanas europeas; organizado por el SEMYR | Interpretando a Bajtín: Literatura y cultura de la responsabilidad                                                  |
| 2003            | Granada, España     | Universidad de Granada                                                 | International Conference on Networked e-Learning for European Universities | Presentation of EUNITE as a Virtual University Model                                                                |
| 2004            | Atenas, Grecia      | Centro de Estudios Hispánicos de Atenas                                | La poesía española del siglo XX | La poesía española en el cambio de siglo (1990-2004)                                                                |
| 2005            | Granada, España     | Universidad de Granada                                                 | Simposio Francisco Ayala y Cervantes | El Quijote en el cine: una mirada en clave ayaliana                                                                 |
| 2006            | Madrid, España      | Universidad Complutense                                                | Seminario Internacional “Literaturas del texto al hipertexto”, organizado por el Grupo de Investigación LEETHI (Universidad Complutense) y el Comité de investigación Literatura Comparada en la Era Digital (LCED) de la Asociación Internacional de Literatura Comparada (ICLA/AILC) | Videojuegos, cine y literatura: especificidad versus remediación                                                    |
| 2006            | Berlín, Alemania    | -                                                                      | Online Educa Berlin. 12th Internacional Conference on Technology Supported Learning & Training | Cinema & Literature. The Myth of Virtual Erasmus Becoming Real                                                      |
| 2006            | -                   | -                                                                      | 3er. Congreso ONLINE del Observatorio para la CiberSociedad | Los videojuegos. Consideraciones sobre las fronteras de la narrativa digital                                        |
| 2007            | Granada, España     | Universidad de Granada / Festival de Cines del Sur                     | Congreso Internacional La imagen del inmigrante en la España actual | Nadie sabe lo que piensa un fugitivo. Imágenes de la inmigración en la literatura reciente en español               |
| 2008            | Madrid, España      | Universidad Carlos III                                                 | I Congreso Internacional de Literatura Fantástica y de Ciencia Ficción | La literatura ciberpunk: mistificaciones de lo fantástico desde un presente congelado                               |
| 2008            | Madrid, España      | Universidad Carlos III                                                 | Arte y ciencia de la Escuela de Verano del Círculo de Bellas Artes | Los límites de lo literario en la cibercultura: la literatura digital                                               |

### Publicaciones en revistas
1. Gómez, Concha;  Sánchez-Mesa-Martínez, Domingo. 2011. La crónica de sucesos criminales en el discurso periodístico y el cinematográfico. El viaje de Edgar Neville entre la calle Fuencarral y Bordadores. Signa. Revista de la Asociación Española de Semiótica. 20: 277-304. La revista Signa se encuentra incluida en la Web of Science, en el Arts & Humanities Citation Index (A&HCI), Scopus (ISI WoS).[39]
2. Sánchez-Mesa-Martínez, Domingo. 2014. Guardianes de la diversidad: funciones de las antologías en la era de las multitudes. Insula. Revista de Letras y Ciencias Humanas, Poesía española contemporánea. 805-806: 22-25.[40]
3. Sánchez-Mesa-Martínez, Domingo. 2015. Los estudios sobre la cibercultura y los New Media. Extendiendo los límites de la literatura comparada. Caracteres. Estudios Culturales y Críticos de la Esfera Digital. 4, 2 .[41]
4. Sánchez-Mesa-Martínez, Domingo; Baetens, Jan. 2015. Literature at the Expanded Field: Intermediality at the Crossroads of Literary Theory and Comparative Literature.  Interfaces. Image-Text Langage. 36: 289-304.[42]
5. Sánchez-Mesa-Martínez, Domingo; Aarseth, Espen; Pratten, Robert; Scolari, Carlos A. 2016. Transmedia (Storytelling?): A Polyphonic Crtical Review. Artnodes (Barcelona). 18: 8-19.[43]
6. Sánchez-Mesa-Martínez, Domingo; Baetens, Jan. 2017. La literatura en expansión: Intermedialidad y Transmedialidad en el cruce entre la Literatura Comparada, Los Estudios Culturales y los New Media Studies. Tropelias Revista de Teoría de la Literatura y Literatura Comparada. 27: 6-27.[44]
7. Baetens, Jan y Sánchez-Mesa, Domingo (2019) A Note on Demediation: From Book Art to Transmedia. Leonardo Journal of Practices and Technologies (MIT Press).  Vol. 53, n. 3, junio 2019. (Leonardo Journal of Practices and Technologies es Q1 en Visual & Performing Arts Scimago Journal Rank, índice H 20).[45]
8. Baetens, Jan y Sánchez-Mesa, Domingo (2020) “Transmedializing the Fantastic: an User-Based Approach”. En Brumal. Revista de Investigación de lo Fantástico. Vol.8., n.2, otoño pp. 21-40 (Scimago JR. Q2, CIRC B).[46]
9. Baetens, Jan y Sánchez-Mesa, Domingo (2022) “Cooling down Transmedia Storytelling” CLCWeb, vol. 24.2.[47]
10. Sánchez-Mesa, Domingo (2022) “Adaptarse a Internet antes que adoptar Internet. El archivo de la literatura digital como reto de la cibercultura”. En Insula. Revista de Letras y Ciencia Humanas, nº 907-908, Literatura y redes sociales, julio-agosto 2022, pp. 14-18.[48]
11. Kaiser-Moro, A., & Sánchez-Mesa-Martínez, D. (2023). Instagram as a participatory tool: A comparative analysis of six Spanish museums. Communication & Society, 36(2), 49-66.[49]

### Capítulos de Libros
1. Sánchez-Mesa-Martínez, Domingo. 2012. Videojuegos y Cine: intermedialidad / transmedialidad. En Barbara Zecchi (ed.). Teoría y práctica de la adaptación fílmica. Editorial de la Universidad Complutense. 205-235. ISBN: 978-84-993813-0-5.
2. Sánchez-Mesa, Domingo (2020) “Magris en el Hades. Figuración del yo en Así que usted comprenderá”. En Laín, G. et al. (eds.) Cartografía teatral en homenaje al profesor José Romera castillo. Madrid, Visor, pp.[50]
3. Baetens, Jan y Sánchez-Mesa, Domingo (2022) “La intermedialidad en los cómics”. En Catalá, J., Mitaine, B. Quaianni: L.M. y Trabado, J.M.  (eds.) Multimodalidad e intermedialidad. Mestizajes en la narración gráfica contemporánea ibérica y latinoamericana, León, Universidad  de León, pp. 45-68.ISBN: 978-84-18490-37-8.
4. Baetens, Jan y Sánchez-Mesa, Domingo (aceptada, 2023) “Photo-Journalism and Beyond”. En Bruhn, J., López-Varela, A. y Paiva, M.,The Palgrave Handbook of Intermediality, Londres, Palgrave.[51]

### Libros
1. Sánchez-Mesa-Martínez, Domingo (ed.) (2019) Narrativas transmediales: La metamorfosis del relato en los nuevos medios. Barcelona, Gedisa. ISBN 9788417690632.
2. Sánchez-Mesa-Martínez, Domingo (ed.) (2019) Claudio Magris. Las voces de la literatura y el pensamiento. Madrid, Biblioteca Nueva. ISBN 9788417893330(BN es la editorial n. 17 de 195 en SPI en Lingüística, Literatura y Filología, con un ICEE em el ranking general de 14.25).
3. Sánchez-Mesa, Domingo y Alberich Pascual, Jordi (eds.) (2022) Transmedialización y Crowdsourcing. Los pláceres de la intermedialidad y la colaboración en los relatos de la cultura digital. Madrid, Tirant lo Blanch. (Tirant ocupa pos. n. 4 de 272 en SPI general, 16 de 119 e Filología).[52]